# Semana pró-amnistia de maio de 1977
A semana pró-amnistia de maio de 1977 foi iniciativa política que envolveu várias mobilizações populares que teve lugar entre 8 e 15 de maio de 1977, em pleno período da chamada transição espanhola (para a democracia), nas províncias de Álava, Guipúscoa, Biscaia e Navarra. A iniciativa reclamava uma amnistia para todos os presos com penas relacionadas com política. As manifestações foram duramente reprimidas pela polícia, tendo morrido sete pessoas e registando-se numerosos feridos, muitos deles por balas.

## A luta pela amnistia
Para assinalar a coroação de João Carlos I, a 25 de novembro de 1975 foi promulgado um indulto que, até 1 de junho de 1976, beneficiou 773 presos por delitos de raiz política — 688 foram libertados e os restantes tiveram as suas penas reduzidas.
Em janeiro de 1976 formou-se em San Sebastián, ao abrigo da nova lei de associações, a primeira associação pró-amnistia, constituída por um grupo de advogados e outras pessoas conhecidas da vida social da cidade, fundando a Comissão Gestora da Associação Pró-Amnistia. Iniciativas similares ocorreram noutras localidades bascas e navarras. Nos primeiros meses de 1976 houve múltiplas manifestações, reuniões e recolhas de assinaturas a favor da libertação de todos os presos.
A 30 de julho de 1976 foi decretada uma amnistia, que implicou a saída de 287 presos, mas que não contemplou os delitos enquadrados na denominação de "terrorismo", pelo que não se aplicou à maioria dos presos, por estarem relacionados com a ETA ou organizações similares. Quando Franco morreu, a 20 de novembro de 1975, havia cerca de 400 presos políticos nas prisões espanholas, dos quais cerca de 250 estavam condenados por terrorismo. O facto da amnistia não incidir sobre todos os presos políticos fez com que se continuassem a convocar manifestações públcias pedindo uma amnistia total. Houve manifestações em vários pontos de Espanha, mas principalmente nas províncias bascas e Navarra (naquela época em que ainda não estavam estabelecidas as autonomias, era comum que o termo "províncias bascas" designasse também Navarra). Em Madrid o jovem Arturo Ruiz foi assassinado pelos Guerrilheiros de Cristo Rei quando participava numa destas manifestações, nas vésperas da matança de advogados de direito do trabalho na Rua Atocha.
Em janeiro de 1977, Adolfo Suárez recebeu quatro membros da Comissão dos Nove (representantes da oposição nas negociações com o governo): Joaquín Ruiz-Giménez, da Esquerda Democrática; Joaquín Satrústegui, monárquico; Enrique Tierno Galván, do Partido Socialista Popular; José María de Areilza, monárquico; Josep Andreu, catalanista; Francisco Fernández Ordóñez, do grupo FEDISA; Santiago Carrillo, do Partido Comunista de Espanha; Felipe González, do Partido Socialista Operário Espanhol; e Julio de Jáuregui, do Partido Nacionalista Basco. Este último era um veterano nacionalista basco, que foi exilado durante a maior parte do franquismo. A Comissão dos Nove pôs a amnista total como condição para a reconciliação total.
A 28 de fevereiro, 44 gestoras de Guipúscoa entrevistaram-se com o novo governador civil para solicitar a legalização da associação. O governador não só se mostra partidário da amnistia como solicita ser inscrito como sócio. Entre 26 de fevereiro e 6 de março convocou-se uma primeira semana pró-amnistia nas províncias bascas e em Navarra. Apesar de terem sido reprimidas com violência, não se registaram vítimas mortais. A 11 de março o governo aprovou um decreto de ampliação da amnistia que permite a libertação de mais 74 presos bascos até maio o que, juntamente com outros presos, faz subir para 1 940 o número de pessoas libertadas da prisão.

## Cimeira de Chiberta
As primeiras eleições democráticas desde a Segunda República estavam convocadas para 15 de junho. A 30 de abril, por iniciativa do Telesforo Monzón, realizou-se uma reunião no clube Chiberta de Anglet, no País Basco francês, a que compareceram representantes de todas as organizações do nacionalismo basco: Partido Nacionalista Basco (PNV), Ação Nacionalista Basca (EAE-ANV), Partido Carlista de Euskalherria (EKA), Euskal Sozialista Biltzarrea (ESB), Euskal Sozialistak Elkartzeko Indarra (ESEI), Euskal Herriko Alderdi Sozialista (EHAS), Langile Abertzale Iraultzaileen Alderdia (LAIA), Euskal Iraultzarako Alderdia (EIA), Euskadi Ta Askatasuna (ETA-m), ETA político-militar (ETA-pm) e um grupo de alcaides, além de Miren Purroy, a diretora do semanário da "esquerda abertzale Punto y Hora de Euskal Herria.
Embora teoricamente o objetivo que Telesforo Monzón tinha proposto para a reunião fosse a criação de uma frente nacionalista, a ETA militar impôs que se tratasse exclusivamente da amnistia, condição sem a qual considerava ilegítimas as eleições de junho de 1977. Uma delegação dos grupos reunidos em Chiberta reuniu-se a 10 de maio com Adolfo Suárez para lhe expor a exigência de amnistia e liberdades democráticas. O presidente do governo respondeu-lhes que não podia libertar todos os presos até ao dia 24, quando começava a campanha eleitoral, já que estava pressionado pelo Exército. A ETA militar tentou aproveitar as reuniões de Chiberta para impor a sua liderança ao resto do nacionalismo, mas o PNV negou-se a isso. Por outro lado, graças às negociações que paralelamente decorriam entre o governo espanhol, a ETA político-militar e a EIA, conseguiu-se que os presos mais importantes da ETA fossem libertados no estrangeiro, naquilo que ficou conhecido como "extrañamiento" (lit: estranhamento). Um desses presos era Mario Onaindia.

Estes acontecimentos acabaram por dividir os nacionalistas bascos. Uma parte deles decidiu participar nas eleições, como o PNV, que desde o princípio teve a intenção firme de concorrer. Outra parte, da esquerda abertzale, concorreu à eleições criando coligações como Euskadiko Ezkerra (para concorrer no País Basco) e a União Navarra de Esquerdas (UNAI), as quais foram apoiadas pela ETA-pm. Outras forças apresentaram-se sozinhas no País Basco (ANV e ESB) ou em coligação com o PNV em Navarra (UAN). Outra parte da esquerda abertzale (EHAS e LAIA) decidiu não se apresentar às eleições e exigir, como a ETA-m, a "Alternativa KAS", o programa político da Koordinadora Abertzale Sozialista, o órgão coordenador das forças políticas da esquerda abertzale que estava redigido desde o verão de 1976, cujos pontos eram:
| “ | 1. Estabelecimento de liberdades democráticas. 2. Aministia. 3. Adoção de medidas destinadas a melhorar as condições de vidas das massas populares e em particular a classe operária. 4. Dissolução dos órgãos repressivos. 5. Reconhecimento da soberania nacional de Euskadi (País Basco), o que implica o direito do povo basco a dispor de inteira liberdade de decidir o seu destino nacional e a criação de um estado próprio. 6. Estabelecimento imediato e a título provisório de um estatuto de autonomia a ser aplicado a Alava, Guipúscoa, Biscaia e Navarra. 7. Constituição, no âmbito de tal estatuto, de um governo provisório de Euskadi. | ” |
|   | — Pontos principais do programa da Koordinadora Abertzale Sozialista . |   |

## Convocatória da semana de luto para maio
Em finais de fevereiro foi convocada nas quatro províncias uma semana de luta pró-amnistia total, de 8 a 15 de maio. As convocatórias de greve tiveram êxito de forma global em todos os territórios. Embora tivessem ocorrido incidentes nas quatro províncias, apenas aqui se nomeiam os mais importantes nas distintas jornadas.

### De segunda-feira, 8, a quarta-feira, 11 de maio
Neste período decorreram inúmeras reuniões, mesas redondas e manifestações. A maioria dessas ações foram proibidas e reprimidas energicamente. As cargas policiais e detenções aumentaram. Numerosos partidos políticos, incluindo o Partido Socialista de Euskadi-Euskadiko Ezkerra (PSE-EE), no qual estavam então integrados os socialistas navarros, convocaram uma "jornada de luta" para 12 de maio.

### Quinta-feira, 12 de maio
A greve foi extensa e a repressão das concentrações, que até então tinha usado equipamento antidistúrbios com balas de borracha e granadas de fumo, passou a utilizar fogo real. No bairro de Gros de San Sebastián, uma mulher que se encontrava em casa é ferida no peito por uma bala. Em Rentería a Guarda Civil dispara sobre os manifestantes, ferindo cinco pessoas. Horas mais tarde morreu Rafael Gómez Jáuregui, de 78 anos, por causa disparos de bala que o atingiram.

### Sexta-feira, 13 de maio
No dia seguinte a greve tinha-se generalizado e continuaram a ser instaladas barricadas e mais pessoas foram feridas por balas. Em Rentería houve vários feridos graves, um deles quando estava na varanda da sua casa no bairro de Beraun. A comissão de governo da Deputação de Guipúscoa aceita publicar uma extensa nota com a petição de esclarecimento dos factos, responsabilização dos culpados e restabelecimento da paz pública, insistindo na necessidade de uma rápida aplicação da aministia. As diversas forças políticas e entidades emitem comunicados condenando a repressão. Em Tolosa registam-se mais dois feridos com balas, um deles com gravidade.
O Governo Civil emite uma nota, elaborada na madrugada anteruor, onde se dá uma versão oficial dos factos, exceto a morte de Rafael Gómez, a qual não é explicada. São proibidos todos os comícios políticos programados para o fim de semana. A  Volta a Espanha em bicicleta não entrará em Guipúscoa como estava previsto.
À noite um trabalhador da autoestrada Bilbau-Behobia (Irun) morre atropelado perto de Rentería quando retirava uma barricada, obrigado pela Guarda Civil. Em San Sebastián atuam os "incontrolados" ligados aos grupos terroristas franquistas, ocorrendo muitos disparos; os incidentes na cidade prolongaram-se até depois da meia-noite.
Em Pamplona tinha-se conhecimento de que haviam aderido à greve cerca de 11 000 trabalhadores. Noutras localidades navarras também se pede a aministia total, como por exemplo em Vera de Bidasoa, onde o ayuntamiento realizou uma sessão extraordinária para pedir a amnistia. à tarde começaram os incidentes nas ruas. Tinha sido proibido um acto pró-aministia no frontón Labrit, o que aumentou os confrontos nos seus arredores. Nas proximidades, na confluência das rua da Calderería do Casco Antiguo com a Bajada de Javier, a Policía Armada apanhou José Luis Cano, a quem tinham visto atirar uma pedra, e levaram-no para o Bar Manuel (atual Bar Imanol), onde foi golpeado e pontapeado, ao mesmo tempo que se ouviu um disparo procedente da pistola de um dos polícias, que o atingiu na cabeça provocando-lhe a morte. Alfredo García, então alcaide de Ansoáin, foi testemunha da ocorrência, mas não sabia precisar se o disparo tinha sido fortuito ou intencional, mas continuaram a bater depois de se ouvir o disparo. O alcaide enfrentou a polícia indicando-lhes que era seu superior por ser alcaide. Posteriormente, nessa mesma tarde morria um ancião de 72 anos que se encontrava na varanda de sua casa testemunhando a Polícia Armada a bater num rapaz na Rua San Nicolás; a morte foi causada por um enfarte sofrido depois de ser atingido por uma bala de borracha. Um jovem de 15 anos foi gravemente ferido por uma bala de borracha quando se encontrava na varanda da sua casa na Rua Estafeta.

Dado que José Luis Cano residia em Rentería, a nota do Governo Civil referia que:
| “ | Tanto pelo domcílio do falecido, como pela procedência de alguns membros do grupo agressor, pode comprovar-se que se tratavam de pessoas expressamente deslocadas para esta província para incitar a jornada de luta. | ” |
|   | |   |

Isso foi desmentido pelo irmão da vítima, afirmando que se encontrava em Pamplona desde 4 de maio, como era habitual, por ter família na cidade e que a sua mãe estava enterrada no cemitério local.

### Sábado, 14 de maio
Em Pamplona a greve geral era um facto. A cidade foi tomada pelas forças da ordem, com as brigadas especiais provenientes de outras províncias.  À exceção da Rádio Requeté e Rádio Popular, que emitiam música sacra e clássica), as as emissoras de rádio divulgaram o texto redigido pelo Ayuntamiento de Pamplona:
| “ | 1. Condenar com toda a energia e responsabilidade a atuação da força pública que ontem ocasionou uma morte violenta e vários feridos graves e exigir aos que ordenam estas atuações garantias suficientes neste aspeto, especialmente numa severa restrição do uso de armas de fogo, garantias necessárias para que o povo de Pamplona veja nos seus membros homens ao serviço do povo e não inimigos do mesmo. 2. Reiterar uma vez mais com a máxima veemência diante do Governo da nação que só uma libertação imediata e total de todos os presos políticos produziria neste País o clima suficiente para assegurar a paz necessária neste grave momento eleitoral. 3. Expressar os pêsames à família do falecido e colocar a meia haste a bandeira da cidade em sinal de luto. 4. Invocar a todos os grupos políticos e ao povo de Pamplona a necessidade de manter a calma e serenidade, sentimentos compatíveis com um luto e indignação, partilhados hoje por todo o povo de Pamplona. 5. Encarregar o muito ilustre senhor alcaide provisório e os vereadores Don Miguel Javier Urmeneta Ajarnaute e Don Juan Manuel Pérez Balda de se dirigirem imediatamente a Madrid e exponham ao presidente do Governo a situação do País e a urgência de adotar medidas adequadas. | ” |
|   | |   |

Não puderam levar-se a cabo na cidade quaisquer manifestações pacíficas, mas ocorrem altercações em diversas barricadas em vários bairros, como na Avenida de Villava, onde se juntam 3 000 pessoas dos bairros de Chantrea e Rochapea e da localidade de Ansoáin, no bairro de San Juan e no bairro de San Jorge.
Noutros locais de Navarra, como Tudela, Vera de Bidasoa, Alzate, Alsasua e Lecumberri, ocorrem reuniões e manifestações.
Em Ortuella, Biscaia, quando um grupo de amigos saíam de uma despedida de solteiro e se dirigiam pela estrada para o centro da localidade, foram seguidos por jipes da Guarda Civil que circulavam com luzes apagadas. Ao ouvir o ruído da abertura das portas, a maioria desatou a correr e os guardas dispararam sobre eles. Quando os guardas abriram as portas dos veículos para saltar. Manuel Fuentes Mesa, membro das Comisiones Obreras, morreu com um tiro na cabeça.

### Domingo, 15 de maio
Guipúscoa amanhece com as ruas desertas. Chega a notícia do morto em Ortuella. Todos os actos e espetáculos desportivos são suspensos.
A tensão do dia anterior prolonga-se em Pamplona. José Luis Cano ia ser enterrado em Pamplona, onde tinha família e onde estava enterrada a sua mãe. Cerca de 2 000 pessoas acorreram ao cemitério para honrar a sua memória. A polícia carregou sobre os assistentes com equipamento antidistúrbios. Os disparos eram contra tudo — janelas, carros, qualquer grupo de pessoas... Muitos assistentes ficaram fechados no cemitério, alguns saltaram as cercas, outros arrancaram as portas para poderem retirar os mais velhos. Duas horas e meia depois foi restabelecida a calma. A calma só duraria até às 19h30, quando se realizou o funeral em Rochapea, onde houve outra carga policial para dispersar os assistentes. Um médico foi gravemente ferido.
Durante o fim de semana as barricadas persistiram nas ruas, inclusivamente com camiões nas estradas.
Em Bilbau as escaramuças duraram todo o dia de domingo, especialmente no bairro de Rekalde. Em Ortuella e Baracaldo houve altercações que resultaram em feridos com balas.

### Segunda-feira, 16 de maio
Neste dia foi convocada uma greve geral nas quatro províncias como protesto pela violência empregue. A adesão foi total, mas o grau de confronto nas ruas foi menor que na semana anterior, exceto durante a manhã. Em Pamplona houve encontros de protesto de médicos, enfermeiros e auxiliares de saúde em numerosos unidades de saúde.

Foi proposto estender ao resto de Espanha a convocatória de greve geral deste dia, mas tal não foi aprovado pelas Comissiones Obreras, de acordo com o recém legalizado Partido Comunista de Espanha (CCOO). Marcelino Camacho, então o responsável das CCOO, explicou:
| “ | No momento atual, quando as liberdades são ainda frágeis, cremos que o objetivo fundamental da classe operária é consolidar e desenvolver as liberdades. Toda a atuação que venha desatabilizar é contrária à classe operária. | ” |
|   | — Marcelino Camacho, Memoria de la Transición . |   |

Este documento foi respondido por outro, assinado por 180 membros das CCOO do País basco, que denunciava a resolução adotada como uma clara e consciente traição aos interesses da classe operária ante a situação criada em Euskadi... o carácter atemorizador de chantagem dos membros do Secretariado Geral... censurava-se especialmente as intervenções de Félix Pérez Carrasco, membro do secretariado permanente em Euskadi) e Marcelino Camacho... considerava que não respeitava o carácter ideologicamente plural e atentava contra o carácter unitário da confederação... e exigia uma retificação pública por parte do Secretariado Geral.
Nesse dia foi emitida da sede da RTVE em Bilbau uma nota lida por um locutor em que, insolitamente, os trabalhadores se solidarizavam com a petição de amnistia total e condenava os desmedidos métodos de repressão empregues.
Fora do País Basco e de Navarra, houve concentrações em Madrid, Barcelona, Valladolid, Salamanca, Saragoça e Santiago de Compostela.

## Reações posteriores
A atuação das forças de ordem pública no País Basco foi condenada de forma unânime enérgica pelos partidos políticos, centrais sindicais, associações profissionais, pela opinião pública em geral e pelo Ayuntamiento de Pamplona em particular.
A repressão indiscriminada ficou patente com as denúncias de danos materiais dentro de casas, devidos aos ataques intencionais com dispositivos de fumo e gás lacrimogéneo. Os bombeiros tiveram que intervir em numerosas ocasiões para apagar focos de incêndio em habitações, e para resgatar pessoas. Também foi denunciado o desrespeito pelas ambulâncias quando acorriam a recolher os feridos e os maus tratos sofridos pelos detidos.

### Imprensa espanhola
De um modo geral imprensa independente em Espanha, apesar das diferentes análises feitas, chegou à conclusão que a amnistia total era imprescindível.

A revista Cambio 16 falava da «cegueira do governo...:
| “ | Umas forças da ordem totalmente alienadas do povo a que servem sentem-se simultaneamente forças de ocupação e forças sitiadas sem capacidade para atuar com a especial serenidade que esta situação exige. | ” |

No Mundo, Josep Ramoneda escrevia:
| “ | Continuar a entender o conflito no País Basco como o resultado de algumas minorias subversivas é impossibilitar uma solução para o problema e manter-se uma escalada que só conduz ao Ulster. E nem o frágil processo político espanhol nem qualquer consciência política civilizada pode contemplar com sossego esta perspetiva. | ” |

Revista democrata-cristã Cuadernos para el Diálogo:
| “ | Em qualquer país democrático o sucedido teria ocasionado de maneira fulminante a queda do governo. Aqui na Espanha da pré-democracia, os cidadãos nem sequer merecemos uma explicação convincente... Se o problema basco se converte, infelizmente para todos, num problema sem retorno, não será por culpa do povo basco, nem tão pouco, e interessa dizê-lo, por culpa dos resto dos povos espanhóis. | ” |

### Posição da Koordinadora Abertzale Sozialista
Os candidatos inscritos na coligação Euskadiko Ezkerra (Esquerda do País Basco) retiraram-se da convocatória eleitoral:
| “ | A repressão, o sangue e os assassinatos de que foi vítima o povo basco durante a semana pró-amnistia serviram para acelerar a nossa intenção de retirar as candidaturas se, até ao dia 24 de maio não se davam as condições de amnistia total e liberdade de atuação para todos os partidos... Numa só semana caiu sobre o povo basco mais repressão do que durante todo o ano. As suas exigências de amnistia total e liberdades democráticas não foram satisfeitas. Não podemos defraudar o povo fazendo parte da farsa eleitoral. | ” |

### Resposta do governo
A 20 de maio, coincidindo com uma ação dos bereziak (comandos especiais) da ETA-pm que envolveu o sequestro do empresário e ex-alcaide de Bilbau Javier de Ybarra Berge, o Conselho de Ministros aprovou uma fórmula de indulto com expulsão para o estrangeiro. Isto permitiu a saída da prisão, rumo a diversos países, dos seis condenados à morte no Processo de Burgos e outros presos relacionados com a ETA com acusações de delitos de sangue e pendentes de julgamento. Os países que aceitaram acolhê-los foram a Bélgica, Suíça, Dinamarca, Holanda e Noruega. A Suécia negou-se a receber qualquer ex-preso sem dar explicações oficiais; o governo de Olof Palme transmitiu extra-oficialmente que era partidário de que Suárez decretasse uma amnistia total clara.

## A última amnistia
Depois do verão de 1977, o Governo de Espanha e a oposição negociaram um projeto comum de lei de amnistia. Neste caso decidiu-se que se devia contar com o apoio unânime no parlamento. Finalmente, a 7 de outubro o Conselho de Ministros aprovou um projeto que suscitou reticências da Aliança Popular (AP). No dia seguinte a ETA-m assassinou o presidente da Deputação de Biscaia Augusto Unzueta e a sua escolta. A 14 de outubro, horas antes da reunião do plenário do Congresso dos Deputados, a polícia matou um jovem de Baracaldo num controlo. Na votação no Congresso dos Deputados só houve dois votos contra a amnistia e 18 abstenções, quase todas de membros da AP, e 6 no Senado. A amnistia afetava 89 presos.
Nas semanas seguintes foram saindo da prisão os últimos presos relacionados com a ETA, cerca de 30, acusados de delitos cometidos posteriormente à aprovação da Lei para a Reforma Política (a lei para-constitucional de 4 de janeiro de 1977 que permitiu a transição para a democracia sem rutura com o regime anterior) e as eleições de 15 de junho. A amnistia abrangeu também os membros ultradireitistas que tinham realizado várias ações, como os incidentes de Montejurra, que não chegaram a ser investigadas e que hoje se sabe que tiveram a colaboração dos serviços de inteligência franquistas SECED (Servicio Central de Documentación), no plano denominado "Operação Reconquista".

Este período da transição marcaria uma diferença substancial entre a normalização política que de forma paulatina se processava no resto da Espanha e por outro lado a persistência do conflito basco. Nas palavras de Mario Onaindia:
| “ | Desde janeiro de 1977 até junho de 1977 cria-se um abismo enorme entre Euskadi e o resto de Espanha. Em 76 tinha acabado a luta pela amnistia no resto de Espanha, e foi então quando começou em Euskadi, porque os presos que restavam eram os da ETA. Enquanto fora começava a normalização, aqui havia uma repressão feroz. A campanha pela amnistia coincide com uma reflexão da ETA, a última que ocorreu, acerca do que representou debaixo do franquismo deve representar agora um partido político que tem que se criar. A isso os poli-milis põe nome e apelido, e a ETA Militar participa do planeamento, porque eles queriam só uma organização militar. Vai-se vendo que que democracia e violência são incompatíveis. Nessa época há pouquíssimos atentados da ETA. | ” |
|   | — Mario Onaindia, Memoria de la Transición . |   |

A Constituição Espanhola aprovada no ano seguinte, em 1978, impede a autorização de indultos gerais no Artigo 62, alínea i, das Funções do Rei. Portanto, a partir de então somente podem solicitar-se indultos de forma individual.

## Esquecimento posterior
Apesar de Francisco Avizanda Contín ter realizado um documentário sobre os incidentes com o título "Semana pro-amnistía (1977)", os trágicos episódios foram esquecidos ou minimamente relatados nos documentos que refletem sobre a transição espanhola. Nas reportagens sobre a transição emitidos pela TVE  em 2007, os incidentes não são mencionados, passando-se diretamente da difícil legalização do Partido Comunista de Espanha em abril para as primeiras eleições democráticas em junho de 1977. O documentário "Víctimas de la Transición" também omite qualquer referência a estes dias.